# Баји (Ивлен)
Баји (фр. Bailly) насеље је и општина у северном делу централне Француске у региону Париски регион, у департману Ивлен која припада префектури Сен Жермен ан Ле.
По подацима из 2011. године у општини је живело 3902 становника, а густина насељености је износила 627 становника/km². Општина се простире на површини од 6,53 km². Налази се на средњој надморској висини од 181 метар (максималној 182 m, а минималној 92 m).

## Демографија
| 1962. | 1968. | 1975. | 1982. | 1990. | 1999. | 2011. |
| ----- | ----- | ----- | ----- | ----- | ----- | ----- |
| 655   | 1.191 | 1.885 | 3.679 | 4.145 | 4.094 | 3.902 |

График промене броја становника у току последњих година